# 유선 (시종)
유선(劉先, ? ~ ?)은 후한 말기의 관료로, 자는 시종(始宗)이며 영릉군 사람이다.

## 행적
박학하고 노자·장자의 학문을 익혔고, 한나라의 고사에 통달하였다. 형주목 유표의 밑에서 별가를 지냈고, 관도 전투가 벌어졌을 때에는 괴월·한숭과 함께 조조에게 항복할 것을 권하였으나, 받아들여지지 않았다.
건안 13년(208년), 유표가 죽고 조조가 형주를 병탄하였다. 유선은 부름을 받아 황실의 상서(尙書)가 되었고, 이후 위나라의 상서령(尙書令)이 되었다.

## 일화
유표의 부하 시절, 유선은 유표의 사자가 되어 조조를 만났다. 유표가 황제처럼 교외에서 하늘에 제사지내는 사실을 조조가 추궁하니, 유선은 에둘러서 조조가 황실을 겁박하기 때문임을 내비쳤다. 조조는 유선의 대답을 불쾌히 여겼으나, 표를 올려 무릉태수에 임명하였다.

## 출전
- 진수, 《삼국지》 권6 동이원유전
- 사마표, 《영릉선현전》(零陵先賢傳) [상게서 배송지주에 인용]
- 범엽, 《후한서》 권74하 원소유표열전 下